# The Victory Garden (émission de télévision)
Pour les articles homonymes, voir Victory Garden.

The Victory Garden est une émission de télévision américaine consacrée au jardinage et à la nature diffusée depuis 1975 sur le réseau de télévision public PBS.

## Histoire
L'émission s'appelait à l'origine "Crockett's Victory Garden" pour son premier animateur, James Underwood Crockett. Dans chaque épisode, Crockett fait une démonstration et prend soin d'un jardin de légumes, de fruits et de fleurs, vous montre comment construire un cadre froid et pourquoi le foin des marais salants est utile comme paillis. À la fin de chaque épisode, Crockett se trouvait dans la serre, alors qu'il répondait aux questions sur le jardinage envoyées par les téléspectateurs. Après le décès de Crockett à l'âge de 63 ans, Bob Thomson a animé l'émission de 1979 à 1991 et l'émission a été rebaptisée The Victory Garden. Avec Thomson à la barre, The Victory Garden a commencé à élargir son champ d'action. En plus des démonstrations régulières de jardinage, l'émission a commencé à faire de la place pour plus d'invités et de voyages. [Marian Morash, l'épouse du producteur de la série, Russell Morash, est apparue à l'antenne pour faire ses recettes dans l'émission de 1979 à 2001.
Roger Swain a animé le programme de 1991 à 2002, Michael Weishan a animé le programme de 2002 à 2007. Jamie Durie a animé l'émission de 2007 à 2010.
En 2013, l'émission a été relancée en partenariat avec Edible Communities, et elle est devenue The Victory Garden's EdibleFeast. Elle a été produite pendant deux saisons.

## Principales publications
- Crockett, James Underwood. (1981). Le jardin des fleurs de Crockett. New York : Little, Brown.  (ISBN 978-0-316-16132-9).
- Crockett, James Underwood. (1978). Crockett's Indoor Garden. New York : Little, Brown.  (ISBN 978-0-316-16124-4).
- Crockett, James Underwood. (1977). Le jardin de la victoire de Crockett. New York : Little, Brown.  (ISBN 978-0-316-16121-3).
- Morash, Marian. (1982). The Victory Garden Cookbook ". New York : Knopf.  (ISBN 978-0-394-50897-9).
- Thomson, Bob. (1987). Le nouveau jardin de la Victoire. New York : Little, Brown.  (ISBN 978-0-316-84337-9).
- Weishan, Michael et Laurie Donnelly. (2006). The Victory Garden Companion. New York : William Morrow.  (ISBN 978-0-06-059977-5).
- Wilson, Jim. (1990). Les maîtres du jardin de la Victoire. New York : Little, Brown.  (ISBN 978-0-316-94501-1).
- Wirth, Thomas. (1984). The Victory Garden Landscape Guide. New York : Little, Brown.  (ISBN 978-0-316-94845-6).